# کیامپو
کیامپو (به ایتالیایی: Chiampo) یک کومونه در ایتالیا است که در استان ویچنزا واقع شده‌است.

## خصوصیات
کیامپو ۲۲ کیلومترمربع مساحت و ۱۲٬۶۱۸ نفر جمعیت دارد و ۱۷۵ متر بالاتر از سطح دریا واقع شده‌است.